# Джон Фровік

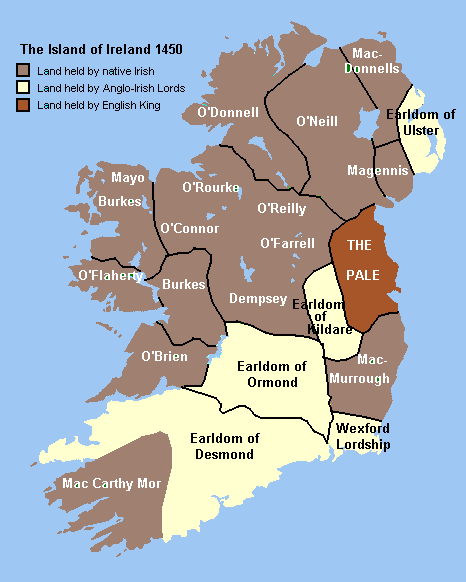
Ірландія в середні віки. Показані англійські володіння, володіння графів Ормонд та Фіцджеральд, володіння незалежних ірландських кланів та королівств.

Герб лицарського ордену Госпітал’єрів.

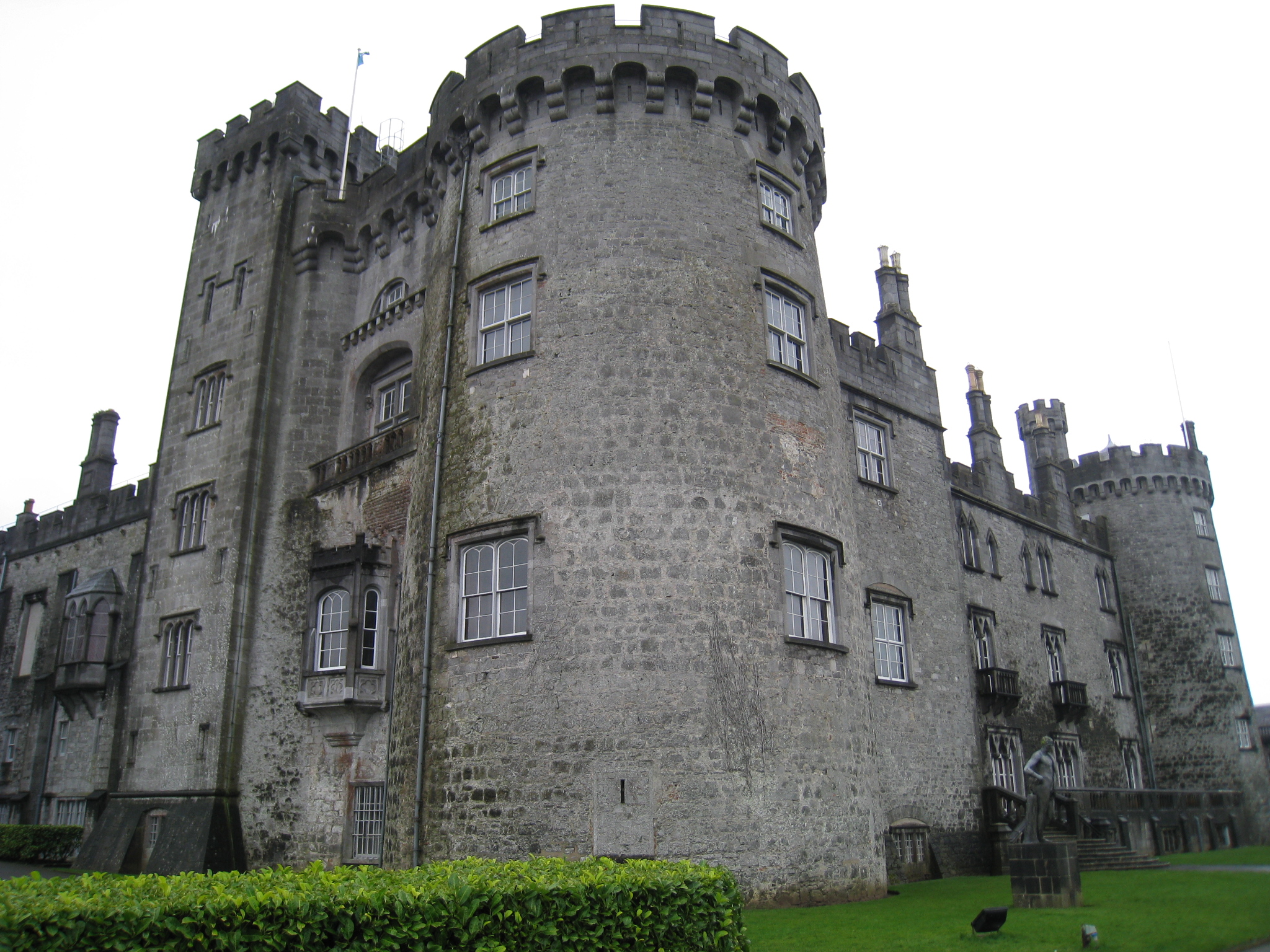
Замок Кілкенні.

Джон Фровік (англ. - John Frowyk) (помер після 1359) – відомий ірландський юрист, суддя, політик, священик, державний та церковний діяч англійського походження. Лорд-канцлер Ірландії. 

## Життєпис
У 1356 році Джон Фровік отримав посаду пріора ірландського капітулу Ордену лицарів-госпітальєрів, чий центр знаходився тоді в Кілмейнхемі. Того ж року Джон Фровік був обраний лорд-канцлером Ірландії. За винятком короткого інтервалу, коли його змінив Томас де Берлі, він служив на обох посадах принаймні до 1359 року [1].
Ірландський історик О’Фланаган [2] писав у 1870 році, що жодних деталей і документів про його життя не збереглося. Історик Д’Алтон, однак, стверджує, що як пріор лицарського ордену він отримав королівське підтвердження привілеїв Ордену госпітальєрів [3]. Відомо також, що він відігравав важливу роль у парламенті, що був скликаний в Кілкенні в січні 1359 року [4] і який був стурбований головним чином загрозою для англо-ірландців і англійської колонії в Ірландії – Пейлу від узгодженої серії нападів сусідніх незалежних від корони Англії ірландських кланів [5].
Збереглося кілька документів про його перебування на посаді лорд-канцлера Ірландії: патентні листи короля Англії та Ірландії Едуарда III, адресовані Джону Фровіку та іншим посадовим особам корони в грудні 1357 року, містять деталі розслідування передбачуваної неправомірної поведінки Джона де Болтона, колишнього юстиціарія Ірландії, що обіймав цю посаду протягом короткого часу у 1357 році [6]. У червні 1359 року в Патентних списках зазначено, що Джон Фровік, що досі був лорд-канцлером Ірландії, збирався до Англії, щоб поговорити з королем і Таємною Радою про «невідкладну та важливу справу щодо Ірландії, як погоджено юстиціарем Ірландії та прелатів, магнатів і перів на нещодавньому засіданні парламенту Ірландії в Кілкенні» [4]. Наступний відомий документ пояснює, що парламент вирішив відправити Джона Фровіка до Англії, щоб показати королю та Таємній Раді небезпеки, які загрожували його підданим в Ірландії. Йому призначили 100 марок на покриття витрат на дорогу [4]. Під «небезпекою та невідкладними справами» йшлося про все частіші напади місцевих ірландських кланів на англійців Пейлу та Лейнстера в цілому [5]. Парламент відчув достатню загрозу, щоб оголосити війну ірландським кланам і збільшити субсидію для покриття витрат на війну [5].
У 1358 році Джон Фровік брав участь у державній комісії разом з Джоном де Реднессом, головним лорд-суддею Ірландії, сером Томасом де Рокебі Молодшим та іншими, щоб розслідувати дії тих підданих короля, які продавали зброю та продовольство ворогам та «віроломно перейшли на сторону ворогів» (ірландських повстанців) [7]. 
Історик Арчдал [8] описує судовий позов, поданий проти Джона Фровіка поданий торговцем Волтером Сеєм, що стверджував, що Джон Фровік незаконно затримав чи то захопив цінні тюки з тканинами та спеціями, які його слуга залишив на зберігання в монастирі Кілмейнхем, але якого Джон Фровік відмовився звільнити [8]. Тоді було винесено рішення щоб Волтер Сей  отримав 100 фунтів стерлінгів, значну на той час суму [8]. 
У 1358 році король Англії та Ірландії Едвард ІІІ надав Фровіку опіку над замком і маєтком Клер, графство Тіпперері, які раніше належали Джеймсу Бермінгему, сину Едмунда Бермінгема, до повноліття спадкоємця Бермінгема. Руїни замку Клер, розташованого на річці Аннер, досі стоять [9]. 

## Родина Фровік з Міддлсекса
Кажуть, що Джон був сином Лоуренса Фровіка з Лондона. Цілком можливо, що він належав до родини Фровіків з Олд-Фолда, Міддлсекс, яка протягом двох століть була помітною в лондонському купецькому середовищі та в місцевій політиці. Роджер де Фровік, що близько 1303 року побудував маєток на Сіетінг Лейн, неподалік від Лондонського Тауера, був ювеліром і чиновником англійської корони. Томас Фровік (помер у 1508 р.) був головним суддею Загальної Судової Палати Англії. Він був онуком Генрі Фровіка, який двічі був лорд-мером Лондона.